# Silvo
Silvo je moško osebno ime.

## Izvor imena
Ime Silvo je različica moškega osebnega imena Silvester.

## Pogostost imena
Po podatkih Statističnega urada Republike Slovenije je bilo na dan 31. decembra 2007 v Sloveniji število moških oseb z imenom Silvo: 2.011. Med vsemi moškimi imeni pa je ime Silvo po pogostosti uporabe uvrščeno na 111. mesto.

## Osebni praznik
Osebe z imenom Silvo lahko godujejo takrat kot osebe z imenom Silvester.